# Scleromochlus
Scleromochlus taylori is een uitgestorven reptiel behorend tot de Archosauria, dat tijdens het Trias leefde in het gebied van het huidige Schotland. De soort wordt vaak gezien als de enige bekende nauwe verwant van de pterosauriërs.

## Ontdekking en benoeming
De soort werd in 1907 beschreven en benoemd door Arthur Smith Woodward. De geslachtsnaam betekent 'hard draaipunt'. De soortaanduiding eert een van de ontdekkers.
Woodward trof twee individuen van Scleromochlus aan op een stuk zandsteen uit de collectie van de overleden James Grant, afkomstig van een steengroeve bij Lossiemouth in Morayshire. Tegenwoordig draagt dit het collectienummer BMNH R3146.  Twee andere exemplaren waren op dat moment op dezelfde locatie gevonden door William Taylor. Een derde fossiel door de laatste ontdekt, werd in 1914 beschreven door Friedrich von Huene. Nog eens twee vondsten brachten het tegenwoordig bekende totaal op zeven. De aardlaag van de locatie, de Lossiemouth Sandstone Formation, dateert uit het Laat-Carnien, ongeveer 220 miljoen jaar oud.
Scleromochlus is later herbeschreven door Paul Sereno en nog eens door Michael Benton.

## Beschrijving
Het holotype is BMNH R3556, een van de twee oorspronkelijke specimina van Taylor. Alle fossielen van Scleromochlus zijn van vrij slechte kwaliteit. De botten zelf zijn grotendeels verdwenen; hun vorm kon dan echter bepaald worden door wasafdrukken te nemen van de holten die overbleven. Van het dier als geheel is nu het grootste deel van het skelet bekend, met uitzondering van veel interne schedeldelen, het uiteinde van de staart en de uiteinden van de vingers. Het holotype heeft een lengte van 186 millimeter met een schedellengte van 31 millimeter. Het gaat daarmee om een van de kleinste bekende archosauriërs uit het Mesozoïcum; pas uitgekomen dieren zouden niet langer geweest zijn dan vijf à zes centimeter.

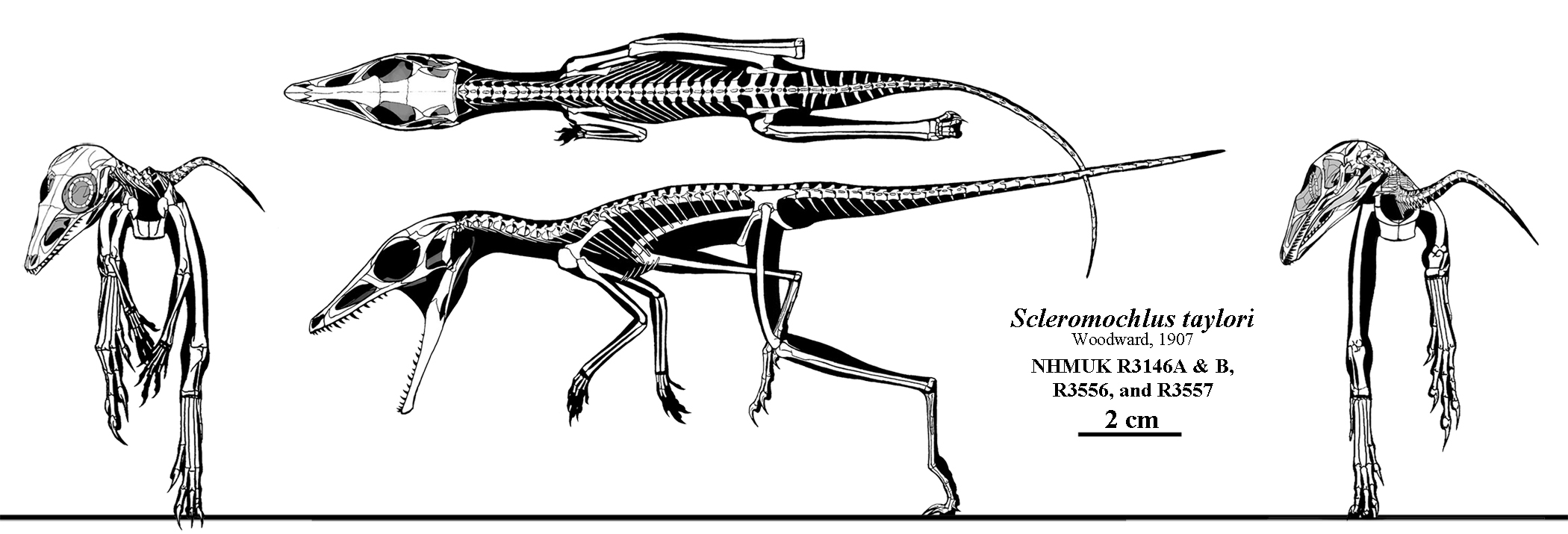
Een skeletdiagram van Scleromochlus door Jaime Headden

De schedel is spits toelopend en van bovenaf gezien driehoekig van vorm. De neusbeenderen zijn breed en bedekken aan de voorkant de platte bovenkant van de snuit, die overloopt in de ook platte voorhoofdsbeenderen en uniek brede wandbeenderen. De schedel heeft een opening vóór de oogkas, de fenestra antorbitalis, een typisch kenmerk van de Archosauriformes. De opening is omringd door een uitholling. De neusgaten zijn klein. De slaapvenster zijn vermoedelijk tamelijk groot. Er bevinden zich ongeveer zestien kleine tanden in de bovenkaak en vijftien in de onderkaak, dus het dier heeft tweeënzestig tanden in totaal. Er lijken geen extra tanden in het verhemelte te zijn. De vorm van de tanden kan niet worden vastgesteld omdat hun afmeting gelijk is aan de korrelgrootte van de zandsteen en fijnere details dus niet waarneembaar kunnen zijn. Ze verschillen kennelijk niet sterk van elkaar in grootte. De onderkaken hebben aan de achterkant een lang retroarticulair uitsteeksel.
Er zijn vermoedelijk acht halswervels en zestien of zeventien ruggenwervels. De wervels zijn amficoel: hol aan beide kanten. De nek is kort. Er zijn vermoedelijk vier sacrale wervels en zo'n dertig à vijfendertig staartwervels. Woodward ging nog uit van tweeënvijftig staartwervels en Von Huene van zelfs van zestig. Zowel nek als romp zijn vrij kort vergeleken met de lengte van de schedel en de ledematen, wat een vrij gedrongen bouw oplevert. De staart is weer vrij kort ten opzichte van de romp.
De beenderen van de ledematen zijn hol. De schoudergordel en de voorste ledematen zijn lichtgebouwd. De arm is slank — maar een stuk korter dan de benen — en heeft vijf, vermoedelijk tamelijk kleine, vingers. Het bekken is klein en het heupgewricht is niet geperforeerd. Het darmbeen is kort. Het schaambeen lijkt een 'voet' te hebben. Het zitbeen is korter en taps toelopend. De achterpoten zijn erg lang met ongeveer de helft van de lengte van het lichaam. Het dijbeen is recht en heeft geen speciaal naar binnen gedraaide kop, hoewel het sterk verticaal gehouden werd. Het scheenbeen is langer dan het dijbeen; het kuitbeen is even lang en erg slank, maar versmalt niet naar onderen toe. Het enkelgewricht is slecht bekend maar lijkt een enkelvoudig, mesotarsaal, gewrichtsvlak te hebben; het is echter onzeker of dit homoloog was aan de afgeleide mesotarsale conditie bij de Dinosauromorpha. Het sprongbeen is niet met het scheenbeen vergroeid en even groot als het hielbeen. Het eerste tot en met het vierde middenvoetsbeen zijn (even) lang en liggen strak tegen elkaar, een mogelijke aanwijzing dat Scleromochlus een teenganger was. Het vijfde middenvoetsbeen lijkt afwijkend en was wellicht flink korter en spits toelopend, zonder teen.
Wat de huidverbeningen betreft, waren er buikribben aanwezig en op de rug beenplaatjes die een rugpantser vormden. De laatste waren overdwars georiënteerd, niet meer dan een millimeter breed, en liepen voor zover waarneembaar van de schouders af tot en met de achterkant van het bekken. Mark Paul Witton wees erop dat gezien zijn fylogenetische positie het plausibel is dat Scleromochlus een verhoogde stofwisseling bezat en warmteverlies voorkwam door een vacht van haarvormige lichaamsbedekking.

## Taxonomie

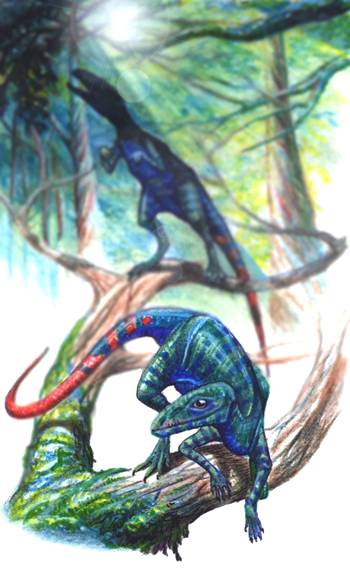
Von Huene zag Scleromochlus als een boombewoner

Woodward plaatste Scleromochlus in 1907 in de Dinosauria. De Zuid-Afrikaanse paleontoloog Robert Broom verwees het dier in 1913 echter naar de Pseudosuchia, toen een verzamelbak voor allerlei 'primitieve' archosauriërs. Von Huene was het daar in 1914 mee eens en creëerde zelfs een aparte familie voor Scleromochlus: de Scleromochlidae, waarvan het dier het enige bekende lid was. Die eer had het te danken aan een heel speciale rol die Von Huene voor Scleromochlus bedacht had: die van voorloper van de Pterosauria. Er waren verder geen nauwe verwanten van deze groep vliegende reptielen bekend en Von Huene meende dat Scleromochlus met zijn grote kop, korte romp en lange poten dit hiaat kon vullen, niet als directe voorouder maar als zijtak. Deze hypothese beïnvloedde ook zijn waarnemingen want hij mat de schedel te lang en de romp te kort. Volgens Von Huene leefde Scleromochlus in de bomen, werd de afwijkende vijfde teen gebruikt om te grijpen en had het dier wellicht al een soort vlieghuid achter de voorarmen; het zou van tak tot tak gesprongen zijn met de armen uitgestrekt.
Lange tijd was dit een standaardinterpretatie van de verwantschap van het reptiel. In 1970 meende Alick Walker echter dat het, gezien bepaalde kenmerken van de schedel, dichter bij de krokodilachtigen stond. In 1984 deed Kevin Padian de connectie met de pterosauriërs herleven, maar vanuit een heel andere invalshoek dan Von Huene. Volgens Padian waren de pterosauriërs nauw aan de dinosauriërs verwant, voornamelijk op grond van overeenkomsten in de bouw van het enkelgewricht. Samen zouden ze deel uitmaken van een overkoepelende groep, de Ornithodira. Het bestaan van Scleromochlus was een nuttige ondersteuning van die hypothese omdat het leek aan te tonen dat er archosauriërs waren met de algemene bouw van een basale dinosauriër, dus tweevoetig en zonder de 'crurotarsale' enkel van de Crurotarsi, maar met aanpassingen die wezen op een basale positie binnen de aftakking die naar de pterosauriërs voerde, de Pterosauromorpha. Ook Paul Sereno zag in zijn analyse van 1991 Scleromochlus als een ontbrekende schakel, maar was er niet zeker van of de soort wel tot de Pterosauromorpha behoorde of tot de tak richting de dinosauriërs, de Dinosauromorpha. Daarom herdefinieerde hij Ornithodira zodanig dat Scleromochlus er al bij definitie in viel. In 1999 bleek het Benton bij zijn herbeschrijving dat er maar weinig goede synapomorfieën, gedeelde nieuwe eigenschappen, overbleven die zouden bewijzen dat Scleromochlus tot de Dinosauromorpha of Pterosauromorpha zou behoren. Hij keerde daarom in 2004 terug naar de oorspronkelijke definitie van de Ornithodira en concludeerde dat Scleromochlus daar een zustergroep van was binnen de aftakking die een zustergroep was van de Crurotarsi: de Avemetatarsalia.
Ondertussen was er steeds meer verzet gerezen tegen de hypothese dat pterosauriërs en dinosauriërs nauwe verwanten waren: zij werd verworpen door Christopher Bennett en David Unwin. Binnen hun visie was het concept Ornthodira irrelevant en was Scleromochlus of een basale avemetatarsaliër of een basale dinosauromorf — en dus in geen van beide gevallen nauw aan de pterosauriërs verwant.
De meeste laatste kladistische analyses plaatsen Scleromochlus weer als een basale pterosauromorf, zij het dat deze hypothese niet heel sterk ondersteund wordt. De positie van het dier blijft dus onzeker.

## Levenswijze
Naar huidige inzichten had Von Huene het mis toen hij beweerde dat Scleromochlus een boombewoner was. Het dier toont geen typische aanpassingen aan een klimmende levenswijze, zoals scherpe klauwen, zijdelings roteerbare dijbenen, een lange flexibele rug en korte grijpende handen en voeten. De hand is ook erg klein wat het lastig gemaakt zou hebben zich ergens aan vast te houden.
Hoewel de consensus nu is dat Scleromochlus een bodembewoner was, verschillen de meningen over de meer specifieke invulling van die rol. Volgens Padian was het dier een snelle renner. Daarop zouden de zeer lange benen wijzen, de korte armen, het feit dat het scheenbeen langer was dan het dijbeen, de lange voeten, het vermeende vermogen op de tenen te lopen en de reductie van een van die tenen.
Scleromochlus was echter erg klein en huidige kleine gewervelde dieren zijn zelden renners. Zij passen een voor hun grootte meer efficiënte methode van voortbeweging toe: ze springen door zich met beide benen tegelijk af te zetten. Grotere dieren kunnen dit alleen met heel speciale aanpassingen in de pezen, zoals de kangoeroe bezit, omdat de absolute verticale beweging te veel toeneemt, wat al snel het voordeel van een dubbele afzet tenietdoet. Al kort na het verschijnen van Woodwards artikel opperde C.W. Andrews dat Scleromochlus een springer was. Walker viel hem in 1961 bij. Dieren met een springende levenswijze hebben ook lange ledematen en daarbij nog een verkorte romp: precies de proporties van Scleromochlus. Ook de mogelijkheid dat het een zoolganger was, waarop de afgeplatte achterkant van de middenvoetsbeenderen wijst, past in dit model; de korte staart echter weer niet. De onderste gewrichtsknobbels van het dijbeen waren vooraan gescheiden door een diepe groeve waardoor een pees liep wat kan duiden op een sterke ontwikkeling van de musculus quadriceps femoris, de spier die het onderbeen strekt voor de sprong. Meestal gaat men ervan uit dat het dier al springende op de voorpoten landde en dan dus een viervoeter was in plaats van te 'hoppen'. De armen waren daar juist stevig genoeg voor.
Doordat Scleromochlus in verband gebracht wordt met de afkomst van de pterosauriërs, heeft men uit zijn wijze van voortbeweging ook conclusies getrokken over de manier waarop die hun vermogen tot vliegen verworven hebben. Von Huene redeneerde eigenlijk omgekeerd: hij ging ervan uit dat de pterosauriërs als glijders vanaf bomen zijn begonnen en paste de vermeende eigenschappen van Scleromochlus daaraan aan. Padian en Benton meenden, mede uitgaande van de rennende respectievelijk springende loopwijze van Scleromochlus, dat pterosauriërs op de grond via stap- of sprongverlenging door een vlieghuid, vleugels geëvolueerd hebben. Scleromochlus zelf toont geen enkele aanwijzing voor het bezit van enig membraan — maar hij kan als zijtak dan ook heel andere eigenschappen gehad hebben dan de directe voorouders van de pterosauriërs. Aan de andere kant is het dus ook mogelijk dat die wel in de bomen leefden.
Wat zijn voedsel betreft, wordt meestal aangenomen dat Scleromochlus insecten of andere kleine ongewervelden at. Het eten van vlees was de oorspronkelijke conditie van de archosauriërs. Zijn tanden zijn niet aangepast aan het eten van planten. Ze waren vermoedelijk te klein om een grotere gewervelde prooi mee te verwonden; het kan zijn dat ze kegelvormig waren en daarmee geschikt om het pantser van geleedpotigen te kraken; de brede schedel kan daartoe voldoende spieren gedragen hebben. Heel kleine zoogdieren of reptielen konden ook op het menu gestaan hebben.
Scleromochlus leefde in een woestijnomgeving. Aanpassingen daaraan zijn de grote voeten en kleine neusgaten die vochtverlies voorkwamen. Dat laatste kan ook de functie geweest zijn van de breed uitstekende achterdelen van de schedel die de oorzone overhingen.
Twee exemplaren werden bij elkaar gevonden wat wijst op een zekere mate van sociaal gedrag.